# المستعمرات والمناطق في كندا

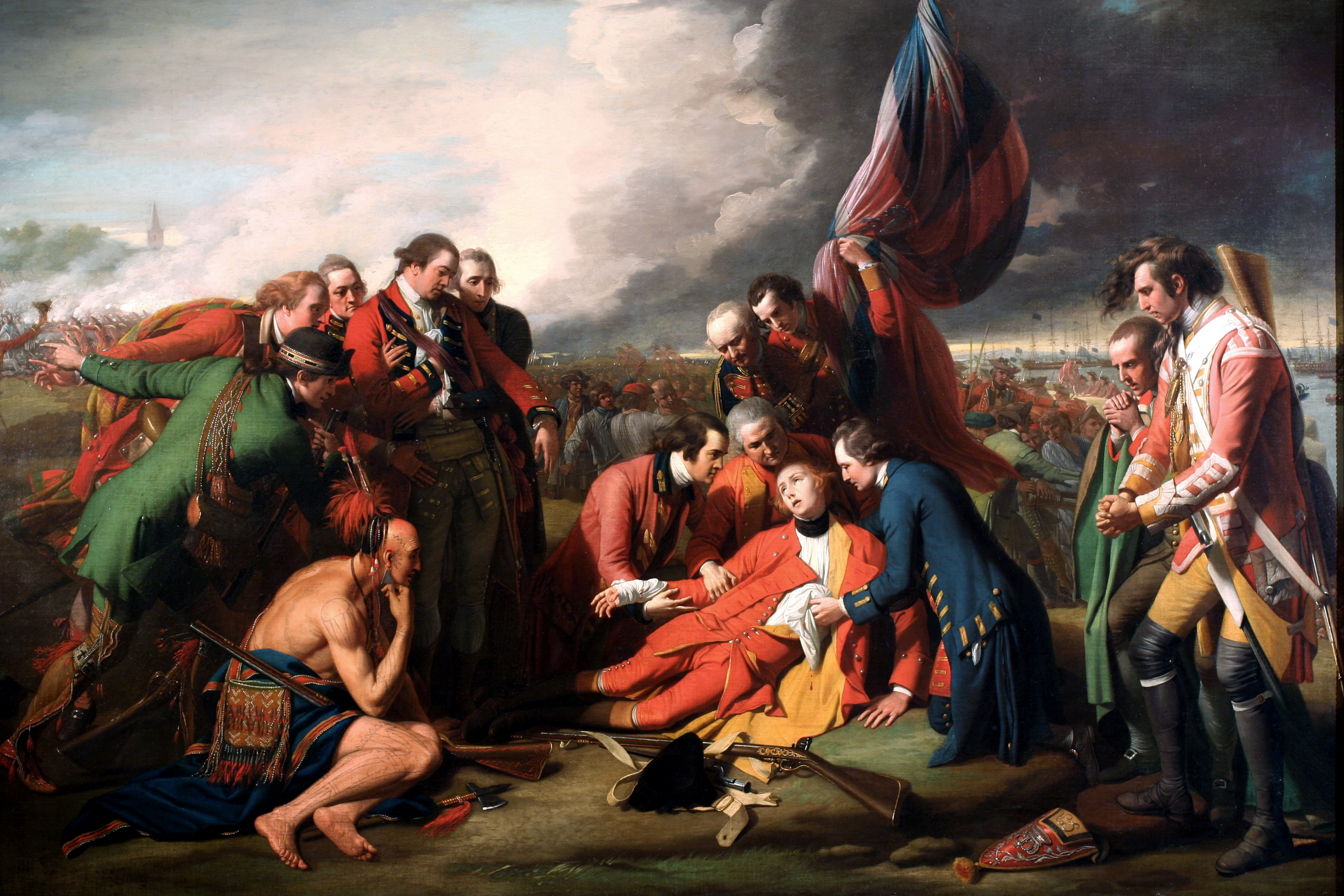

طالب سابقًا عدد من الدول والكيانات السياسية بالمستعمرات والأقاليم في كندا قبل تطور المقاطعات والأقاليم الحالية في ظل النظام الفيدرالي. سكنت أمريكا الشمالية قبل الاستعمار مجموعةٌ متنوعة من الجماعات الأصلية التي تألّفت من مجتمعات عشائرية نموذجية للشمال قليل الكثافة السكانية، أو اتحادات غير مترابطة تكوّنت من العديد من مجموعات الصيد التي انتمت إلى مجموعة متنوعة من الجماعات العرقية (منطقة السهول)، أو اتحادات من القرى الزراعية المستقرة الأكثر تنظيمًا (منطقة البحيرات الكبرى)، أو البنى الطبقية الوراثية المعتمدة على اقتصاد الصيد (مناطق الهضبة وساحل المحيط الهادئ). بدأ استعمار الأوروبيين لكندا في القرن العاشر، عندما استكشف الشماليون المناطق على الأطراف الشمالية الشرقية لأمريكا الشمالية وحاولوا الاستقرار فيها لكنهم لم ينجحوا في ذلك. تضمّنت المستوطنات الأوروبية الدائمة في الأراضي التي تشكل ما يعرَف حاليًا بكندا: المستعمرتين الفرنسيتين أكاديا وكندا (فرنسا الجديدة) في أواخر القرن السادس عشر والسابع عشر، والمستعمرتين الإنجليزيتين نيوفندلاند (جزيرة) وروبرتس لاند، والمستعمرتين الاسكتلنديتين نوفا سكوشا وبورت رويال.
خسرت فرنسا جميع مستعمراتها تقريبًا في أمريكا الشمالية لصالح الإمبراطورية البريطانية في عام 1763 بعد حرب السنوات السبع. بعد أكثر من قرن، تنازلت الحكومة الإمبراطورية البريطانية عن الأرض للنفوذ الكندي في عام 1867 بعد الاتحاد. منذ ذلك الحين، تغيرت الحدود الخارجية لكندا عدة مرات، ونمت من أربع مقاطعات مبدئية إلى عشر مقاطعات وثلاثة أقاليم بحلول عام 1999.

## مجتمعات السكان الأصليين
لم تشكّل الشعوب الأصلية التي عاشت في الأراضي التي تعرَف حاليًا بكندا مجتمعات دولة، وفي ظل غياب هياكل الدولة، يصنّف الأكاديميون عادة السكان الأصليين وفقًا لـ «نمط معيشتهم» التقليدي (أو النشاط الاقتصادي الأساسي) والمنطقة البيئية/ المناخية إلى «مناطق ثقافية»، أو وفقًا لعائلات لغاتهم.
هيمن سكان الميغماك الذين عاشوا في ما يعرف اليوم بالمقاطعات البحرية الكندية على سبع «مناطق» منفصلة، ونسّق المجلس الكبير بين زعماء المناطق ومجالسها في اجتماع سنوي على جزيرة كيب بريتون. بعد صراعهم الأول مع الغزاة البريطانيين (حرب الملك فيليب) في عام 1677، انضم الميغماك إلى اتحاد واباناكي الأوسع، وهو تحالف بين أربع أمم أخرى تتحدث اللغة الألغونكوية: أبيناكي، وبينوبسكوت، وباساماكودي، ومالاسيت. إلى الغرب حول البحيرات الكبرى، تشكّل مجلس النيران الثلاثة في عام 796 للميلاد بين أوجيبوا وأوتاوا وبوتاواتومي، وفقًا للتاريخ الشفهي. اتّحدت القبائل الخمسة (فيما بعد الستة) في اتحاد الإيراكوي في عام 1142 للميلاد، وفقًا لتقاليدهم الشفوية. كانت هناك أربع قبائل -أو ربما خمس- في اتحاد هورون الموجود أيضًا في منطقة البحيرات الكبرى.
تألف اتحاد بلاكفوت -في ألبرتا الحالية ومونتانا المجاورة- في الأصل من ثلاث مجموعات تتحدث لهجات من نفس اللغة (بيغان وكايناي وسيكسيكا) لكنها انضمت لاحقًا إلى شعب سارسي غير المرتبط بها إطلاقًا. تكوّن اتحاد آيرون -حاليًا في ألبرتا وساسكاتشوان- من عشائر عديدة تألّفت من خليط من السكان من بلينز كري وأسينيبوين وسولتو.
طوّرت الشعوب الأصلية على الساحل الشمالي الغربي للمحيط الهادئ وشعوب الهضبة الشمالية الغربية ثقافات منظّمة للغاية بفضل الكثافة السكانية الكبيرة نسبيًا. تشابهت بعض الثقافات في هذه المنطقة تشابهًا كبيرًا وتشاركت في بعض العناصر، مثل أهمية الصيد لمجتمعاتهم.
- المنطقة الثقافية في القطب الشمالي - (لغات الإسكيموـأليوت)
- المنطقة الثقافية شبه القطبية - (لغات نادييه - لغات الألغيك)
- المنطقة الثقافية للغابات الشرقية (الشمالية الشرقية) - (لغات الألغيك ولغات الإيراكوي)
- منطقة السهول الثقافية - (لغات سيووية)
- المنطقة الثقافية للهضبة الشمالية الغربية - (لغات ساليشان)

- المنطقة الثقافية للساحل الشمالي الغربي - (اللغات البنوتية ولغات تيمشان ولغات واكاشان)

## الاستعمار الأوروبي

### المستوطنة الإسكندنافية
بينما استمرت المستعمرات الإسكندنافية في غرينلاند لمدة 500 عام تقريبًا، كانت مستوطنات أمريكا الشمالية القارية صغيرة ولم تتطور إلى مستعمرات دائمة. فنلاند وماركلاند وهيلولاند هي الأسماء التي أُطلقت على ثلاثة أراض -ربما في كندا- اكتشفها الشماليون كما هو موضح في ساغة إريك الأحمر (Eiríks saga rauða) وساغة سكان غرينلاند (Grœnlendinga saga).
- لانس أو ميدوز - مستعمرة (حسب تقدير تأريخ الكربون 990-1050)[16]

### الادعاءات البرتغالية
بناءً على معاهدة تورديسيلاس، ادعى التاج البرتغالي أنه يتمتع بحقوق إقليمية في مياه المحيط الأطلسي التي زارها المستكشف جون كابوت في عامي 1497 و1498. في الفترة من عام 1498 إلى 1500، زار البحّار البرتغالي جواو فرنانديز لافرادور ساحل الأطلسي الشمالي، وهذا ما يفسر ظهور اسم «لابرادور» على الخرائط الطبوغرافية لتلك الفترة. في عامي 1501 و1502، استكشف ميغيل وغاسبار كورتي-ريال ما يُعرف اليوم باسم نيوفندلاند، وطالبا بالأرض باسم الإمبراطورية البرتغالية. لا يزال مدى النشاط البرتغالي وطبيعته على البر الرئيسي الكندي خلال القرن السادس عشر غير واضح ومثيرًا للجدل.

### فرنسا الجديدة
في عام 1534، زرع جاك كارتييه صليبًا في شبه جزيرة غاسبيه وطالب بالأرض باسم فرنسيس الأول ملك فرنسا. في عام 1600، أُنشئ مركز تجاري في تادوساك، لكن خمسة فقط من أصل ستة عشر مستوطنًا نجوا من برد الشتاء وعادوا إلى ديارهم في الصيف. في عام 1604، أسّس صمويل دو شامبلان أول مستوطنة دائمة على مدار السنة في جزيرة سانت كروا على خليج فرنسيس (خليج فندي)، التي نُقلت إلى موقع بورت-رويال في 1605. في عام 1608، أسس صمويل دو شامبلان مدينة كيبك مع 28 رجلًا، مات منهم عشرون رجلًا في فصل الشتاء الأول بسبب نقص الغذاء والإصابة بداء الأسقربوط.
فرنسا الجديدة - (1534-1763) - قائمة بالحصون الفرنسية في أمريكا الشمالية:
- أكاديا - (1604-1713)
- كندا (فرنسا الجديدة) - (1608-1763)
- جزيرة رويال (كيب بريتون) - (1713-1763)
- جزيرة سانت جان (PEI) - (1713-1763)
- بيي دا أو (1639-1763)
- بيي ديزيينوا (1673–1717)
- تير نوف (نيوفندلاند) - (1610-1713)